# 梅努瓦尔
梅努瓦尔（法語：Ménoire，法語發音：[menwaʁ]）是法国科雷兹省的一个市镇，位于该省南部，属于蒂勒区。

## 地理
梅努瓦尔（45°6'20"N, 1°47'28"E）面积6.43 平方千米，位于法国新阿基坦大区科雷兹省，该省份为法国中南部省份，北起上维埃纳省和克勒兹省，西接多爾多涅省，南至洛特省，东临多姆山省和康塔爾省。
与梅努瓦尔接壤的市镇（或旧市镇、城区）包括：阿尔比萨克、贝纳、舍纳耶-马谢、洛斯唐日、讷维尔、勒佩谢、圣伊莱尔托里约。
梅努瓦尔的时区为UTC+01:00、UTC+02:00（夏令时）。

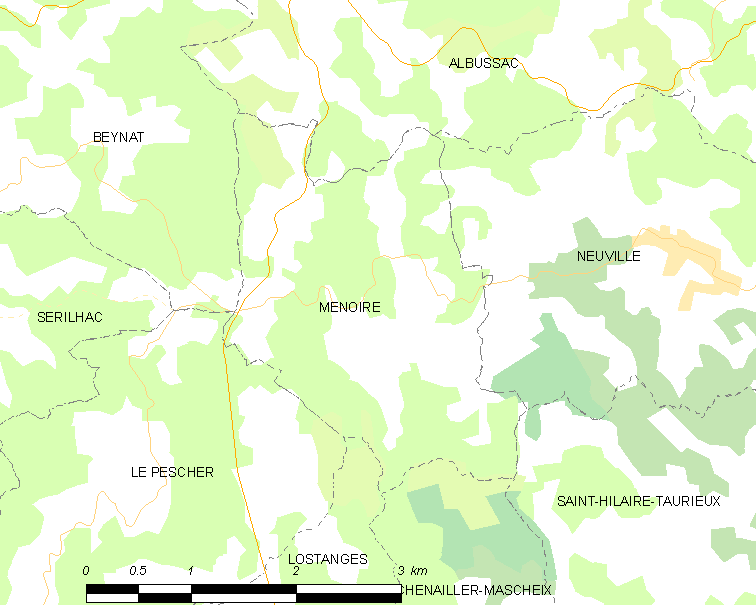
梅努瓦尔的OSM定位图

## 行政
梅努瓦尔的邮政编码为19190，INSEE市镇编码为19132。

## 政治
梅努瓦尔所属的省级选区为科雷兹南部县。

## 交通
科雷兹省省道D169线、D169E2线及D940线在境内交汇。

## 人口

1962-2008年间梅努瓦尔人口变化图示

梅努瓦尔于2022年1月1日时的人口数量为136人。